# Пантера (водоспад)
Водоспад Пантера — серія водоспадів у національному парку Банф, Альберта, Канада. Він розташований на Найджел-Крік, а його води беруть початок у Найджел-Пас, між схилами гори Сіррус і Найджел-Пік у хребті Паркер Канадських Скелястих гір.
Це водоспад третього класу з падінням 66 м і шириною 20 м. 